# ماهر المونس
ماهر المونس هو صحافي ومدون سوري من مواليد مدينة دمشق 29 آذار 1989، اشتهر بتغطيته الميدانية لأحداث الحرب الأهلية السورية، عمل مع عدد من وسائل الإعلام المحلية السورية ووكالات الأنباء العالمية.

## دراسته
تخرّج في جامعة دمشق، كلية الإعلام عام 2011، ثم تابع دراسته العليا فيها ونال درجة الماجستير بتقدير امتياز باختصاص العلاقات العامة والرأي العام عام 2018.
وفي آذار عام 2025 نال درجة الدكتوراه من جامعة دمشق، كلية الإعلام عن بحث بعنوان "دور العلاقات العامة في تحقيق الرضا الوظيفي في المؤسسات الإعلامية السورية الحكومية والخاصة"

## سيرته المهنية

### في الإعلام
بدأ مسيرته الإعلامية كمنسق الفريق الصحافي في المركز السوري للتوثيق، ثم عمل مراسلا لقناة كويتية خاصة أواخر العام 2013، ليتعاون بعدها مع تلفزيون وإذاعة البي بي سي عربي عام 2014، قبل أن ينتقل منتصف عام 2015 للعمل مع مكتب وكالة الصحافة الفرنسية (فرانس برس) في دمشق ويصبح أحد مراسليها في سوريا، وفي نيسان 2020 أصبح مدير مكتبها في دمشق.
عمل مستشاراً إعلاميًا لبرنامج الأمم المتحدة الإنمائي في سوريا من العام 2019 وحتى مطلع العام 2020، ويُدرّس حاليا الجانب العملي من الصحافة في كلية الإعلام بجامعة دمشق منذ العام 2017، في قسمي العلاقات العامة والصحافة.

### التدوين
يكتب ماهر المونس في مدونته الخاصة (مدونة جرعة زائدة) منذ العام 2009.

### الأفلام
- فيلم هنا دمشق، (تأليف)، إخراج: ضحى إبراهيم عام/ 2012
- فيلم عشر دقائق بعد الولادة، (تأليف)، إخراج: نادين الهبل / 2013
- فيلم بذرة المشمس، (تأليف وإخراج) / 2013
- فيلم خط عسكري، (تأليف)، إخراج: داني غنّام / 2014
- تقرير مصور هلأ وقتها، (فكرة وإخراج) / 2015 [5]

## جوائز نالها
1. جائزة أفضل مدون عربي عام 2012 عن مسابقة «أبجدية إبداع عفوي» لانتقاء 100 تدوينة مما كتبوا في الأدب والقصة والسياسة والشعر[6]
2. جائزة أفضل نص سينمائي عام 2014 ضمن مسابقة سينما الشباب التي تقيمها المؤسسة العامة للسينما في سوريا عن فيلم عشر دقائق بعد الولادة.[7][8]
3. جائزة فخري البارودي للمؤرخين الشباب لعام 2019 (المركز الثاني) التي تقيمها مؤسسة تاريخ دمشق، عن بحث بعنوان ”الثامنة والنصف بتوقيت دمشق” توثيق رحلة الراديو والتلفزيون في تناقل وانتشار الأخبار خلال الفترة الممتدة من 1951 وحتى 1979 في دمشق.[9]